# Seznam skeptických organizací
Toto je seznam významných organizací, které propagují vědecký skepticismus.

## Seznam skeptických organizací
| Název (anglicky / česky / v původním jazyce (zkratka)) | Založeno | Země působnosti       | Poznámky                                                        |
| --- | -------- | --------------------- | --------------------------------------------------------------- |
| Dutch Association against Quackery / Sdružení proti šarlatánství /Vereniging tegen de Kwakzalverij (VtdK) | 1881     | Nizozemsko            | Nejstarší skeptická organizace. Člen ECSO.                      |
| Association for Skeptical Enquiry (ASKE) / Společnost skeptického zkoumání | 1997     | Spojené království    | Člen ECSO.                                                      |
| Australian Skeptics / Australští skeptici | 1980     | Austrálie             |                                                                 |
| Brazilian Society of Skeptics and Rationalists / Brazilská společnost skeptiků a racionalistů/ Sociedade Brasileira de Céticos e Racionalistas (SBCR) | 2001     | Brazílie              |                                                                 |
| Center for Inquiry (CFI) | 1991     | Svět                  | Globální organizace sídlící v Amherstu, New York.               |
| Committee for the Advancement of Scientific Skepticism (CASS) | 2010     | Kanada                | Součást Centre for Inquiry Canada.                              |
| Committee for Skeptical Inquiry (CSI), formerly Committee for the Scientific Investigation of Claims of the Paranormal (CSICOP) | 1976     | Spojené státy         | Součást Center for Inquiry.                                     |
| Committee Para / Para výbor / Comité Para | 1949     | Belgie                | Člen ECSO. Působí ve Valonsku and Bruselu.                      |
| Czech Skeptics Club Sisyfos / Český klub skeptiků Sisyfos (Sisyfos) | 1995     | Česká republika       | Člen ECSO.                                                      |
| Dakshina Kannada Rationalist Association / Sdružení racionalistů Dakshina Kannada /தட்சிண கன்னட பகுத்தறிவாளர் ஒன்றியம் (DKRA) | 1976     | Indie                 | Člen FIRA.                                                      |
| The Free Thought / Volná myšlenka / De Vrije Gedachte (DVG) | 1856     | Nizozemsko            | Zaměřuje se na ateismus/sekulární humanismus.                   |
| Edinburgh Skeptics Society (EdSkeptics) | 2009     | Spojené království    |                                                                 |
| European Council of Skeptical Organisations (ECSO) / Evropská rada skeptických organizací | 1994     | Evropa                | Evropská zastřešující organizace se sídlem v Roßdorfu, Německo. |
| Federation of Indian Rationalist Associations / Federace organizací indických racionalistů / இந்திய பகுத்தறிவாளர் ஒன்றியங்களின் பேரவை (FIRA) | 1997     | Indie                 | Indická zastřešující organizace.                                |
| Freedom From Religion Foundation (FFRF) | 1978     | Spojené státy         | Zaměřuje se na odloučení církve a státu, a na ateismus.         |
| French Association for Scientific Information / Francouzská společnost pro vědecké informace / Association française pour l'information scientifique (AFIS) | 1968     | Francie               | Člen ECSO.                                                      |
| German Society for Fighting Quackery / Německá společnost pro boj s šarlatánstvím / Deutsche Gesellschaft zur Bekämpfung des Kurpfuschertums (DGBK) | 1903     | Německo               | Rozpuštěna v roce 1934.                                         |
| Glasgow Skeptics | 2009     | Spojené království    |                                                                 |
| Good Thinking Society | 2012     | Spojené království    |                                                                 |
| Het Denkgelag | 2012     | Belgie                |                                                                 |
| Hungarian Skeptic Society / Maďarská společnost skeptiků /Szkeptikus Társaság (HSS) | 2006     | Maďarsko              | Člen ECSO.                                                      |
| Independent Investigations Group (IIG) | 2000     | Spojené státy         |                                                                 |
| Indian CSICOP | 19??     | Indie                 | Orgqanizace přidružená k CSI, člen FIRA.                        |
| Indian Rationalist Association (IRA) / Indická asociace racionalistů | 1949     | Indie                 | Člen Rationalist International.                                 |
| Irish Skeptics Society | 2002     | Irsko                 | Člen ECSO.                                                      |
| Italian Committee for the Investigation of Claims of the Pseudosciences / Italský výbor pro zkoumání pseudovědeckých tvrzení / Comitato Italiano per il Controllo delle Affermazioni sulle Pseudoscienze (CICAP)                                                                | 1989     | Itálie                | Člen ECSO.                                                      |
| James Randi Educational Foundation (JREF) | 1996     | Spojené státy         |                                                                 |
| Launceston Skeptics | 2010     | Austrálie             |                                                                 |
| Latvian Skeptics Society / Lotyšská společnost skeptiků / Latvijas Skeptiskā Biedrība | 2012     | Lotyšsko              |                                                                 |
| Lithuanian Skeptics Society / Litevská společnost skeptiků / Lietuvos skeptikų draugija (LSD) | 2011     | Litva                 |                                                                 |
| Maharashtra Committee for Eradication of Blind Faith / Výbor Maharashtra pro vymýcení slepé víry / Maharashtra Andhashraddha Nirmoolan Samiti (MANS) | 1989     | Indie                 | Člen FIRA.                                                      |
| Merseyside Skeptics Society (MSS) | 2009     | Spojené království    |                                                                 |
| MTÜ Eesti Skeptik (skeptik.ee) / Estonští skeptici | 2007     | Estonsko              |                                                                 |
| Network of Independent Danish Skeptics / Síť nezávislých dánských skeptiků /Skeptica | 1997     | Dánsko                |                                                                 |
| New England Skeptical Society (NESS) | 1996     | Spojené státy         | Sloučení tří předchozích organizací.                            |
| New Mexicans for Science and Reason (NMSR) | 1990     | Spojené státy         |                                                                 |
| New Zealand Skeptics (NZ Skeptics) | 1986     | Nový Zéland           |                                                                 |
| Office for Science and Society (OSS) | 1999     | Kanada                | McGill University, Montreal                                     |
| Philippine Atheists and Agnostics Society (PATAS) / Filipínská společnost ateistů a agnostiků | 2011     | Filipíny              |                                                                 |
| Polish Skeptics Club / Klub polských skeptiků / Klub Sceptyków Polskich (KSP) | 2010     | Polsko                |                                                                 |
| Portuguese Skeptical Community / Portugalské společenství skepticků / Comunidade Céptica Portuguesa (COMCEPT) | 2012     | Portugalsko           |                                                                 |
| Rational Alternative to Pseudoscience - Society for the Advancement of Critical Thinking / Rozumná alternativa k pseudovědě - Společnost pro pokrok kritického myšlení / Alternativa Racional a las Pseudociencias - Sociedad para el Avance del Pensamiento Crítico (ARP-SAPC) | 1986     | Španělsko             | Člen ECSO.                                                      |
| Rationalist Universe / Racionalistický vesmír /Universo Racionalista | 2012     | Brazílie              |                                                                 |
| Richard Dawkins Foundation for Reason and Science (RDFRS) | 2006     | UK & US               | Americká a britská odnož je nezávislá.                          |
| Round Earth Society / Kulatozemská společnost / Sociedade da Terra Redonda (STR) | 1999     | Brazílie              |                                                                 |
| Science and Popular Enlightenment / Věda a lidová osvěta / Švédská skeptická společnost / Föreningen Vetenskap och Folkbildning (VoF) | 1982     | Švédsko               | Člen ECSO.                                                      |
| Science and Rationalists' Association of India / Vědecké a racionalistické sdružení Indie / Bharatiya Bigyan O Yuktibadi Samiti | 1985     | Indie                 | Sídlící v Kalkatě, Západní Bengálsko.                           |
| SKEPP | 1990     | Belgie                | Člen ECSO. Působí ve Flandrech a Bruselu.                       |
| Skepsis ry | 1987     | Finland               | Člen ECSO.                                                      |
| Skepsis Foundation / Nadace Skepsis / Stichting Skepsis (Skepsis) | 1987     | Nizozemsko            | Člen ECSO.                                                      |
| Skeptical Circle / Skeptický kruh / Círculo Escéptico (CE) | 2006     | Španělsko             | Člen ECSO.                                                      |
| Skeptic Society / Společnost skeptiků / Общество скептиков |          | Rusko                 |                                                                 |
| Society for the Scientific Investigation of Parasciences / Společnost pro vědecké zkoumání pseudověd / Gesellschaft zur wissenschaftlichen Untersuchung von Parawissenschaften (GWUP)                                                                                           | 1987     | Německy hovořící země | Sídlí v Roßdorfu, Německo. Člen ECSO.                           |
| The Skeptics Society | 1992     | Spojené státy         | Aktivní globálně, působí především v Kalifornii.                |
| Young Australian Skeptics (YAS) | 2008     | Austrálie             |                                                                 |
| Young Skeptics | 2015     | Spojené státy         | Americký program po škole.                                      |
| Zetetic Observatory / Zetetické pozorování / Observatoire Zététique (OZ) | 2003     | Francie               |                                                                 |